# Kommunalwahlen in Deutschland 2019
Die Kommunalwahlen in Deutschland 2019 fanden am 26. Mai in neun Ländern (Baden-Württemberg, Brandenburg, Hamburg, Mecklenburg-Vorpommern, Rheinland-Pfalz, Saarland, Sachsen, Sachsen-Anhalt und Thüringen) statt.

## Kommunalwahlen in den Ländern
- Kommunalwahlen in Baden-Württemberg 2019
- Kommunalwahlen in Brandenburg 2019
- Kommunalwahlen in Mecklenburg-Vorpommern 2019
- Kommunalwahlen in Rheinland-Pfalz 2019
- Kommunalwahlen im Saarland 2019
- Kommunalwahlen in Sachsen 2019
- Kommunalwahlen in Sachsen-Anhalt 2019
- Kommunalwahlen in Thüringen 2019

## Gemeinderatswahlen in den Landeshauptstädten

### Stuttgart
| Listen                                                                            | Listen                                                     | Stimmen    | %    | Mandate |
| --------------------------------------------------------------------------------- | ---------------------------------------------------------- | ---------- | ---- | ------- |
|                                                                                   | Bündnis 90/Die Grünen (GRÜNE)                              | 3.694.305  | 26,3 | 16      |
|                                                                                   | Christlich Demokratische Union Deutschlands (CDU)          | 2.722.927  | 19,4 | 11      |
|                                                                                   | Sozialdemokratische Partei Deutschlands (SPD)              | 1.632.732  | 11,6 | 7       |
|                                                                                   | Freie Demokratische Partei (FDP)                           | 1.116.739  | 7,9  | 5       |
|                                                                                   | Freie Wähler Kreisverband Stuttgart e.V. (Freie Wähler)    | 995.622    | 7,1  | 4       |
|                                                                                   | Alternative für Deutschland (AfD)                          | 856.335    | 6,1  | 4       |
|                                                                                   | Die Linke (DIE LINKE)                                      | 746.365    | 5,3  | 3       |
|                                                                                   | Stuttgart Ökologisch Sozial (SÖS)                          | 615.986    | 4,4  | 3       |
|                                                                                   | Die Stadtisten (Stadtisten)                                | 356.808    | 2,5  | 2       |
|                                                                                   | Junge Liste Stuttgart (Junge Liste)                        | 272.933    | 1,9  | 1       |
|                                                                                   | Kein Fahrverbot in Stuttgart (Kein Fahrverbot)             | 220.044    | 1,6  | 1       |
|                                                                                   | Die PARTEI                                                 | 207.970    | 1,5  | 1       |
|                                                                                   | Piratenpartei Deutschland (PIRATEN)                        | 163.575    | 1,2  | 1       |
|                                                                                   | Partei Mensch Umwelt Tierschutz (Tierschutzpartei)         | 145.525    | 1,0  | 1       |
|                                                                                   | Ökologisch-Demokratische Partei / Familie und Umwelt (ÖDP) | 101.475    | 0,7  | –       |
|                                                                                   | Bündnis für Innovation und Gerechtigkeit (BIG)             | 69.842     | 0,5  | –       |
|                                                                                   | Bündnis Zukunft Stuttgart 23 (BZS23)                       | 45.410     | 0,3  | –       |
|                                                                                   | Demokratie in Bewegung (DiB)                               | 36.389     | 0,3  | –       |
|                                                                                   | Feministische Liste (FeLi)                                 | 33.576     | 0,2  | –       |
|                                                                                   | Schertlens Unabhängige Bürger (SchUB)                      | 23.792     | 0,2  | –       |
| Gesamt                                                                            | Gesamt                                                     | 14.058.350 | 100  | 60      |
|                                                                                   |                                                            |            |      |         |
| Gültige Stimmzettel                                                               | Gültige Stimmzettel                                        | 254.770    | –    |         |
| Ungültige Stimmzettel                                                             | Ungültige Stimmzettel                                      | 5.247      | 2,0  |         |
| Wähler                                                                            | Wähler                                                     | 260.017    | 57,5 |         |
| Wahlberechtigte                                                                   | Wahlberechtigte                                            | 452.227    |      |         |
|                                                                                   |                                                            |            |      |         |
| Quellen: Statistisches Amt – Statistik BW – Statistische Berichte – Bewerberliste |                                                            |            |      |         |

### Potsdam
| Listen                                       | Listen                                                                      | Stimmen | %    | Mandate |
| -------------------------------------------- | --------------------------------------------------------------------------- | ------- | ---- | ------- |
|                                              | Sozialdemokratische Partei Deutschlands (SPD)                               | 49.898  | 19,3 | 11      |
|                                              | Bündnis 90/Die Grünen (GRÜNE)                                               | 48.739  | 18,8 | 10      |
|                                              | Die Linke (DIE LINKE)                                                       | 46.761  | 18,1 | 10      |
|                                              | Christlich Demokratische Union Deutschlands (CDU)                           | 32.078  | 12,4 | 7       |
|                                              | Die Andere (DIE aNDERE)                                                     | 26.754  | 10,3 | 6       |
|                                              | Alternative für Deutschland (AfD)                                           | 24.508  | 9,5  | 5       |
|                                              | Freie Demokratische Partei (FDP)                                            | 12.620  | 4,9  | 3       |
|                                              | BürgerBündnis freier Wähler e.V. (Bürgerbündnis)                            | 10.124  | 3,9  | 2       |
|                                              | Die PARTEI                                                                  | 3.955   | 1,5  | 1       |
|                                              | Brandenburger Vereinigte Bürgerbewegungen/Freie Wähler (BVB / FREIE WÄHLER) | 2.985   | 1,2  | 1       |
|                                              | Einzelbewerber                                                              | 214     | 0,1  | –       |
| Gesamt                                       | Gesamt                                                                      | 258.636 | 100  | 56      |
|                                              |                                                                             |         |      |         |
| Gültige Stimmzettel                          | Gültige Stimmzettel                                                         | 86.931  | –    |         |
| Ungültige Stimmzettel                        | Ungültige Stimmzettel                                                       | 1.124   | 1,3  |         |
| Wähler                                       | Wähler                                                                      | 88.055  | 62,3 |         |
| Wahlberechtigte                              | Wahlberechtigte                                                             | 141.443 |      |         |
|                                              |                                                                             |         |      |         |
| Quellen: Statistiker Bericht – Stadt Potsdam |                                                                             |         |      |         |

### Schwerin
| Listen                                                                         | Listen                                              | Stimmen | %    | Mandate |
| ------------------------------------------------------------------------------ | --------------------------------------------------- | ------- | ---- | ------- |
|                                                                                | Christlich Demokratische Union Deutschlands (CDU)   | 22.819  | 17,2 | 8       |
|                                                                                | Sozialdemokratische Partei Deutschlands (SPD)       | 22.860  | 17,2 | 8       |
|                                                                                | Die Linke (DIE LINKE)                               | 20.601  | 15,5 | 7       |
|                                                                                | Alternative für Deutschland (AfD)                   | 20.071  | 15,1 | 7       |
|                                                                                | Unabhängige Bürger (UB)                             | 18.689  | 14,1 | 6       |
|                                                                                | Bündnis 90/Die Grünen (GRÜNE)                       | 16.064  | 12,1 | 5       |
|                                                                                | Freie Demokratische Partei (FDP)                    | 5.274   | 4,0  | 2       |
|                                                                                | Die PARTEI                                          | 4.028   | 3,0  | 1       |
|                                                                                | Aktionsgruppe Stadt und Kulturschutz (ASK Schwerin) | 1.946   | 1,5  | 1       |
|                                                                                | Einzelbewerber                                      | 464     | 0,3  | –       |
| Gesamt                                                                         | Gesamt                                              | 132.816 | 100  | 45      |
|                                                                                |                                                     |         |      |         |
| Gültige Stimmzettel                                                            | Gültige Stimmzettel                                 | 44.322  | –    |         |
| Ungültige Stimmzettel                                                          | Ungültige Stimmzettel                               | 1.204   | 2,6  |         |
| Wähler                                                                         | Wähler                                              | 45.526  | 58,0 |         |
| Wahlberechtigte                                                                | Wahlberechtigte                                     | 78.449  |      |         |
|                                                                                |                                                     |         |      |         |
| Quellen: Stadt- und Gemeindewahlleiter (s. 376) – Statistisches Amt MV (s. 18) |                                                     |         |      |         |

### Mainz
| Listen                                          | Listen                                            | Stimmen   | %    | Mandate |
| ----------------------------------------------- | ------------------------------------------------- | --------- | ---- | ------- |
|                                                 | Bündnis 90/Die Grünen (GRÜNE)                     | 1.582.459 | 27,7 | 17      |
|                                                 | Christlich Demokratische Union Deutschlands (CDU) | 1.339.561 | 23,5 | 14      |
|                                                 | Sozialdemokratische Partei Deutschlands (SPD)     | 1.151.572 | 20,2 | 12      |
|                                                 | Freie Demokratische Partei (FDP)                  | 340.501   | 6,0  | 4       |
|                                                 | Die Linke (DIE LINKE)                             | 335.459   | 5,9  | 4       |
|                                                 | Alternative für Deutschland (AfD)                 | 302.604   | 5,3  | 3       |
|                                                 | Ökologisch-Demokratische Partei (ÖDP)             | 238.727   | 4,2  | 2       |
|                                                 | Die PARTEI                                        | 127.581   | 2,2  | 1       |
|                                                 | Freie Wähler (Partei) (FREIE WÄHLER)              | 108.701   | 1,9  | 1       |
|                                                 | Piratenpartei Deutschland (PIRATEN)               | 78.595    | 1,4  | 1       |
|                                                 | Volt Deutschland (Volt)                           | 67.376    | 1,2  | 1       |
|                                                 | Bündnis für Innovation und Gerechtigkeit (BIG)    | 31.419    | 0,6  | –       |
| Gesamt                                          | Gesamt                                            | 5.704.555 | 100  | 60      |
|                                                 |                                                   |           |      |         |
| Gültige Stimmzettel                             | Gültige Stimmzettel                               | 98.576    | –    |         |
| Ungültige Stimmzettel                           | Ungültige Stimmzettel                             | 1.946     | 1,9  |         |
| Wähler                                          | Wähler                                            | 100.522   | 61,9 |         |
| Wahlberechtigte                                 | Wahlberechtigte                                   | 162.321   |      |         |
|                                                 |                                                   |           |      |         |
| Quellen: Landeswahlleiter RP (s. 9) – Amtsblatt |                                                   |           |      |         |

### Saarbrücken
| Listen                                                      | Listen                                                     | Stimmen | %    | Mandate |
| ----------------------------------------------------------- | ---------------------------------------------------------- | ------- | ---- | ------- |
|                                                             | Christlich Demokratische Union Deutschlands (CDU)          | 19.085  | 26,0 | 18      |
|                                                             | Sozialdemokratische Partei Deutschlands (SPD)              | 18.462  | 25,2 | 17      |
|                                                             | Bündnis 90/Die Grünen (GRÜNE)                              | 14.616  | 19,9 | 13      |
|                                                             | Die Linke (DIE LINKE)                                      | 7.065   | 9,6  | 6       |
|                                                             | Alternative für Deutschland (AfD)                          | 5.079   | 6,9  | 4       |
|                                                             | Freie Demokratische Partei (FDP)                           | 3.855   | 5,3  | 3       |
|                                                             | Die PARTEI                                                 | 2.550   | 3,5  | 2       |
|                                                             | Piratenpartei Deutschland (PIRATEN)                        | 1.052   | 1,4  | –       |
|                                                             | Freie Wähler Bürgerbündnis Saarbrücken (FW BB Saarbrücken) | 726     | 1,0  | –       |
|                                                             | Saarland für Alle Saarbrücken (SfA Saarbrücken)            | 457     | 0,6  | –       |
|                                                             | Nationaldemokratische Partei Deutschlands (NPD)            | 369     | 0,5  | –       |
| Gesamt                                                      | Gesamt                                                     | 73.316  | 100  | 63      |
|                                                             |                                                            |         |      |         |
| Gültige Stimmzettel                                         | Gültige Stimmzettel                                        | 73.316  | –    |         |
| Ungültige Stimmzettel                                       | Ungültige Stimmzettel                                      | 1.236   | 1,7  |         |
| Wähler                                                      | Wähler                                                     | 74.552  | 54,4 |         |
| Wahlberechtigte                                             | Wahlberechtigte                                            | 136.949 |      |         |
|                                                             |                                                            |         |      |         |
| Quellen: Statistisches Amt (s. 60) – Die Landeswahlleiterin |                                                            |         |      |         |

### Dresden
| Listen                                              | Listen                                            | Stimmen | %    | Mandate |
| --------------------------------------------------- | ------------------------------------------------- | ------- | ---- | ------- |
|                                                     | Bündnis 90/Die Grünen (GRÜNE)                     | 171.630 | 20,5 | 15      |
|                                                     | Christlich Demokratische Union Deutschlands (CDU) | 153.022 | 18,3 | 13      |
|                                                     | Alternative für Deutschland (AfD)                 | 143.207 | 17,1 | 12      |
|                                                     | Die Linke (DIE LINKE)                             | 135.613 | 16,2 | 12      |
|                                                     | Sozialdemokratische Partei Deutschlands (SPD)     | 73.627  | 8,8  | 6       |
|                                                     | Freie Demokratische Partei (FDP)                  | 62.613  | 7,5  | 5       |
|                                                     | Freie Wähler Dresden e.V. (FWD)                   | 44.725  | 5,3  | 4       |
|                                                     | Piratenpartei Deutschland (PIRATEN)               | 20.516  | 2,4  | 1       |
|                                                     | Die PARTEI                                        | 15.268  | 1,8  | 1       |
|                                                     | Bündnis Freie Bürger Dresden (FREIE BÜRGER)       | 12.652  | 1,5  | 1       |
|                                                     | Nationaldemokratische Partei Deutschlands (NPD)   | 4.744   | 0,6  | –       |
| Gesamt                                              | Gesamt                                            | 837.617 | 100  | 70      |
|                                                     |                                                   |         |      |         |
| Gültige Stimmzettel                                 | Gültige Stimmzettel                               | 288.060 | –    |         |
| Ungültige Stimmzettel                               | Ungültige Stimmzettel                             | 3.937   | 1,3  |         |
| Wähler                                              | Wähler                                            | 291.997 | 66,9 |         |
| Wahlberechtigte                                     | Wahlberechtigte                                   | 436.179 |      |         |
|                                                     |                                                   |         |      |         |
| Quellen: Dresden, Kommunale Statistikstelle (s. 34) |                                                   |         |      |         |

### Magdeburg
| Listen                                            | Listen                                                                | Stimmen | %    | Mandate |
| ------------------------------------------------- | --------------------------------------------------------------------- | ------- | ---- | ------- |
|                                                   | Christlich Demokratische Union Deutschlands (CDU)                     | 55.969  | 18,6 | 10      |
|                                                   | Sozialdemokratische Partei Deutschlands (SPD)                         | 50.794  | 16,9 | 9       |
|                                                   | Bündnis 90/Die Grünen (GRÜNE)                                         | 46.127  | 15,4 | 9       |
|                                                   | Die Linke (DIE LINKE)                                                 | 45.922  | 15,3 | 9       |
|                                                   | Alternative für Deutschland (AfD)                                     | 43.200  | 14,4 | 8       |
|                                                   | Freie Demokratische Partei (FDP)                                      | 16.157  | 5,4  | 3       |
|                                                   | Gartenpartei – ökologisch, sozial, ökonomisch (Gartenpartei)          | 12.709  | 4,2  | 2       |
|                                                   | Partei Mensch Umwelt Tierschutz (Tierschutzpartei)                    | 9.871   | 3,3  | 2       |
|                                                   | future! Magdeburg (future!)                                           | 8.651   | 2,9  | 2       |
|                                                   | Bund für Magdeburg e.V. – Freie Wählergemeinschaft (BfM)              | 4.384   | 1,5  | 1       |
|                                                   | Allianz für Menschenrechte, Tier- und Naturschutz (Tierschutzallianz) | 4.061   | 1,4  | 1       |
|                                                   | Die PARTEI                                                            | 2.548   | 0,8  | –       |
| Gesamt                                            | Gesamt                                                                | 300.393 | 100  | 56      |
|                                                   |                                                                       |         |      |         |
| Gültige Stimmzettel                               | Gültige Stimmzettel                                                   | 101.994 | –    |         |
| Ungültige Stimmzettel                             | Ungültige Stimmzettel                                                 | 1.547   | 1,5  |         |
| Wähler                                            | Wähler                                                                | 103.541 | 53,4 |         |
| Wahlberechtigte                                   | Wahlberechtigte                                                       | 193.826 |      |         |
|                                                   |                                                                       |         |      |         |
| Quellen: Magdeburger Statistische Blätter (s. 18) |                                                                       |         |      |         |

### Erfurt
| Listen                    | Listen                                            | Stimmen | %    | Mandate |
| ------------------------- | ------------------------------------------------- | ------- | ---- | ------- |
|                           | Christlich Demokratische Union Deutschlands (CDU) | 56.789  | 19,6 | 10      |
|                           | Sozialdemokratische Partei Deutschlands (SPD)     | 49.627  | 17,1 | 9       |
|                           | Die Linke (DIE LINKE)                             | 47.742  | 16,5 | 8       |
|                           | Alternative für Deutschland (AfD)                 | 43.069  | 14,9 | 7       |
|                           | Bündnis 90/Die Grünen (GRÜNE)                     | 34.318  | 11,8 | 6       |
|                           | Mehrwertstadt                                     | 21.303  | 7,3  | 4       |
|                           | Freie Demokratische Partei (FDP)                  | 15.513  | 5,4  | 3       |
|                           | Freie Wähler (FW)                                 | 14.454  | 5,0  | 2       |
|                           | Piratenpartei Deutschland (PIRATEN)               | 5.472   | 1,9  | 1       |
|                           | Der III. Weg                                      | 1.635   | 0,6  | –       |
| Gesamt                    | Gesamt                                            | 289.922 | 100  | 50      |
|                           |                                                   |         |      |         |
| Gültige Stimmzettel       | Gültige Stimmzettel                               | 97.492  | –    |         |
| Ungültige Stimmzettel     | Ungültige Stimmzettel                             | 3.232   | 3,2  |         |
| Wähler                    | Wähler                                            | 100.724 | 58,4 |         |
| Wahlberechtigte           | Wahlberechtigte                                   | 172.389 |      |         |
|                           |                                                   |         |      |         |
| Quellen: Amtsblatt (s. 3) |                                                   |         |      |         |